# Detention
«Detention» (кит.: 返校; Дослівно: «Повернення до школи») — пригодницька відеогра в жанрі survival horror, створена тайванськими розробниками відеоігор Red Candle Games для платформи Steam. Являє собою двовимірну гру-хоррор, події якої розгортаються під час воєнного стану в Тайвані 1960-х років. Гра забезпечує гравців унікальною графікою і враженнями завдяки поєднанню в собі тайванської культури, міфології та релігійних складових. Гра була видана 13 січня 2017 року. Демо-версія опублікована 13 червня 2016 року на Steam Greenlight.
Концепт гри створений співзасновником Red Candle Games Шуньтінем Яо (кит.: 姚舜庭). У лютому 2017 року Лін Цзінем (кит.: 笭菁) було опубліковано роман.
Музичні композиції гри були створені китайським композитором Чжифанем Чжаном (кит.: 張衞帆) та випущені у Steam, як завантажуваний вміст (англ. DLC).

## Ігровий процес
Вам потрібно провести головних героїв через школу, у якій розростається зло. Ховаючись від хижих чудовиськ, шукайте предмети, за допомогою яких можна взаємодіяти з потойбічними місцями. Що більше таємниць буде розкрито, то яскравіше проступатиме чорне минуле проклятої школи.

## Сюжет
У школі Цуй Хуа, яка знаходиться у віддаленій гірській місцевості, двоє учнів опиняються у пастці. Місце, яке вони колись знали, змінилося до нестями, його населили злі істоти. Щоб вибратися, вони повинні дослідити загадкову територію школи, заповнену зловісними речами та головоломками.
Події «Detention» розгортаються у вигаданому світі — Тайваню періоду білого терору. Сюжет містить елементи культури Східної Азії, що рідко використовуються в іграх: даосизм, буддизм, китайська міфологія, місцеві тайванські культурні особливості — усе це допомагає розповісти унікальну і страшну історію.

## Рецензії
| Агрегатор  | Оцінка |
| ---------- | ------ |
| Metacritic | 83/100 |

Гра отримала позитивні відгуки від критиків.
Видавництво «Rely On Horror» оцінило гру в 9/10 — «…Кожен аспект „Detention“ гармонійно рухається в ногу до неминучої трагедії, заглушуючи світ довкола вас.»
Видавництво «multiplayer.it» відзначило: «„Detention“ — більше Silent Hill, ніж більшість клонів Silent Hill на ринку.» Оцінка гри склала 90/100.
Рецензії користувачів в мережі Steam станом на 16 червня 2018 «Виключно схвальні».
«Detention» посідала перше місце рейтингу гри в Steam у Тайвані та досягло 3-го місця рейтингу Steam впродовж 3 днів з моменту випуску.

## Композиції
1. Detention - Main Theme
2. The Beginning of the End
3. Hero's March
4. An Ordinary Day
5. Solitude
6. Survivor Guilt
7. Isolated
8. Glimmer of Shadow
9. Tension
10. Nai He Bridge
11. False Reality
12. Haunted by the Past
13. Confinement
14. From one Dream to Another
15. Namo Amitābha
16. Unsettling
17. Paranoid
18. Murderous Intent
19. Denial
20. Unanswered Prayer
21. Downward
22. Yorrick
23. Confrontation
24. Despair in Disguise
25. Drifting in Water
26. Unbearable Truth
27. Betrayal
28. Nirvana
29. Patriot
30. Wangchuan River
31. Cycle of Samsara - Ending Theme 1
32. Regrets
33. Hometown
34. Left Alone - Ending Theme 2
35. Memory Weaver (Bonus Track)
36. Sound of the Gunshot (Bonus Track)